# Pedro (Jaxomy, Agatino Romero e Raffaella Carrà)
Pedro è un singolo dei DJ e produttori tedeschi Jaxomy e Agatino Romero, e della cantante italiana Raffaella Carrà, pubblicato il 20 febbraio 2024.
Si tratta di un remix dell'omonimo brano dell'interprete del 1980.

## Descrizione
A distanza di 44 anni dalla sua pubblicazione, Pedro di Raffaella Carrà è tornata ad essere ancora una volta popolare, trovando viralità grazie alla piattaforma TikTok grazie al video di un procione che balla una versione techno del brano creata dai DJ Jaxomy e Agatino Romero, con cui il brano riesce a trovare dapprima successo nelle piattaforme digitali nella Federazione Russa, e poi globalmente comparendo poi in numerose classifiche nazionali.
Ad aprile il remix ha reso Raffaella Carrà la prima donna italiana a entrare la top 50 della classifica generale di Spotify.
Nei mesi successivi vengono pubblicati due ulteriori remix del brano in collaborazione con altri DJ: il 24 maggio il remix con i W&W e il 14 giugno quello con Jax Jones.

## Video musicale
Il video musicale del remix è stato pubblicato il 29 marzo 2024 sul canale YouTube di Jaxomy.

## Tracce
Download digitale, streaming
Testi di Gianni Boncompagni, musiche di Jaxomy e Agatino Romero.
1. Pedro – 2:24

W&W Remix
1. Pedro (W&W Remix) – 2:39

Jax Jones Remix
1. Pedro (Jax Jones Remix) – 2:34

## Classifiche

### Classifiche settimanali
| Classifica (2024) | Posizione massima |
| ----------------- | ----------------- |
| Austria           | 4                 |
| Belgio (Fiandre)  | 7                 |
| Belgio (Vallonia) | 30                |
| Bulgaria          | 5                 |
| Croazia           | 16                |
| Danimarca         | 12                |
| Estonia           | 1                 |
| Finlandia         | 3                 |
| Francia           | 34                |
| Germania          | 3                 |
| Grecia            | 36                |
| Irlanda           | 48                |
| Italia            | 44                |
| Lettonia          | 8                 |
| Lituania          | 3                 |
| Lussemburgo       | 7                 |
| Norvegia          | 18                |
| Paesi Bassi       | 8                 |
| Polonia           | 9                 |
| Portogallo        | 26                |
| Regno Unito       | 57                |
| Repubblica Ceca   | 2                 |
| Slovacchia        | 1                 |
| Spagna            | 18                |
| Svezia            | 15                |
| Svizzera          | 7                 |
| Ucraina           | 26                |
| Ungheria          | 5                 |

### Classifiche di fine anno
| Classifica (2024) | Posizione |
| ----------------- | --------- |
| Austria           | 14        |
| Estonia           | 16        |
| Germania          | 23        |
| Paesi Bassi       | 40        |
| Polonia           | 38        |
| Slovacchia        | 6         |
| Svezia            | 76        |
| Svizzera          | 44        |
| Ungheria          | 53        |